# Oregocerata
Oregocerata là một chi bướm đêm thuộc phân họ Tortricinae của họ Tortricidae.

## Các loài
- Oregocerata caucana Razowski & Brown, 2005
- Oregocerata chrysodetis (Meyrick, 1926)
- Oregocerata cladognathos Razowski, 1999
- Oregocerata colossa Razowski & Wojtusiak, 2006
- Oregocerata orcula Razowski, 1988
- Oregocerata quadrifurcata Razowski & Brown, 2005
- Oregocerata rhyparograpta Razowski & Becker, 2002
- Oregocerata submontana Razowski & Brown, 2005
- Oregocerata triangulana Razowski & Brown, 2005
- Oregocerata zonalis Razowski & Becker, 2002